# Clovis II
Clovis of Chlodovech II, 27 november 637 – 655 / 658, was de zoon van de Merovingische koning Dagobert I en zijn tweede echtgenote Nanthilde. Na het overlijden van zijn vader op 16 januari 638 / 639 (het exacte jaartal is niet bekend), werd Clovis in oktober 640 koning van Neustrië en Bourgondië. Austrasië ging al eerder naar zijn halfbroer Sigibert III. Clovis was op dat moment nog te jong om zelf te regeren.
In de periode tussen het overlijden van zijn vader en zijn troonsbestijging trad zijn moeder Nanthilde op als regentes, hierin bijgestaan door Aega, de hofmeier van het paleis. Aega werd opgevolgd door Erchinoald, een neef van moederszijde van Dagobert.
Deze had in Neustrië al snel de touwtjes stevig in handen. Teneinde zijn machtspositie te kunnen consolideren, zorgde hij ervoor dat Clovis trouwde met de Angelsaksische slavin Bathildis, een gevangengenomen aristocrate. Zij werd na haar dood heilig verklaard (feestdag 26 januari). Koning Clovis stierf omstreeks 657 een vroegtijdige dood, nauwelijks in de twintig. Clovis II is begraven in de basiliek van Saint-Denis. Hij werd opgevolgd door zijn zonen Chlotharius III, koning van Neustrië en Bourgondië, en Childerik II, koning van Austrasië.

## Voorouders
De volgende lijn is bekend:
| voorouders van Clovis II | voorouders van Clovis II                   | voorouders van Clovis II                   | voorouders van Clovis II                   | voorouders van Clovis II                   | voorouders van Clovis II               | voorouders van Clovis II               | voorouders van Clovis II               | voorouders van Clovis II               |
| ------------------------ | ------------------------------------------ | ------------------------------------------ | ------------------------------------------ | ------------------------------------------ | -------------------------------------- | -------------------------------------- | -------------------------------------- | -------------------------------------- |
| overgrootouders          | Chilperik I 535-584 ∞ Fredegonde 545-597   | Chilperik I 535-584 ∞ Fredegonde 545-597   |                                            |                                            |                                        |                                        |                                        |                                        |
| grootouders              | Chlotharius II 584-629 ∞ Bertrude ~590-618 | Chlotharius II 584-629 ∞ Bertrude ~590-618 | Chlotharius II 584-629 ∞ Bertrude ~590-618 | Chlotharius II 584-629 ∞ Bertrude ~590-618 |                                        |                                        |                                        |                                        |
| ouders                   | Dagobert I 584-629 ∞ Nanthilde 610-642     | Dagobert I 584-629 ∞ Nanthilde 610-642     | Dagobert I 584-629 ∞ Nanthilde 610-642     | Dagobert I 584-629 ∞ Nanthilde 610-642     | Dagobert I 584-629 ∞ Nanthilde 610-642 | Dagobert I 584-629 ∞ Nanthilde 610-642 | Dagobert I 584-629 ∞ Nanthilde 610-642 | Dagobert I 584-629 ∞ Nanthilde 610-642 |
| Clovis II 637-655/58     |                                            |                                            |                                            |                                            |                                        |                                        |                                        |                                        |